# Бараат (индийская свадьба)

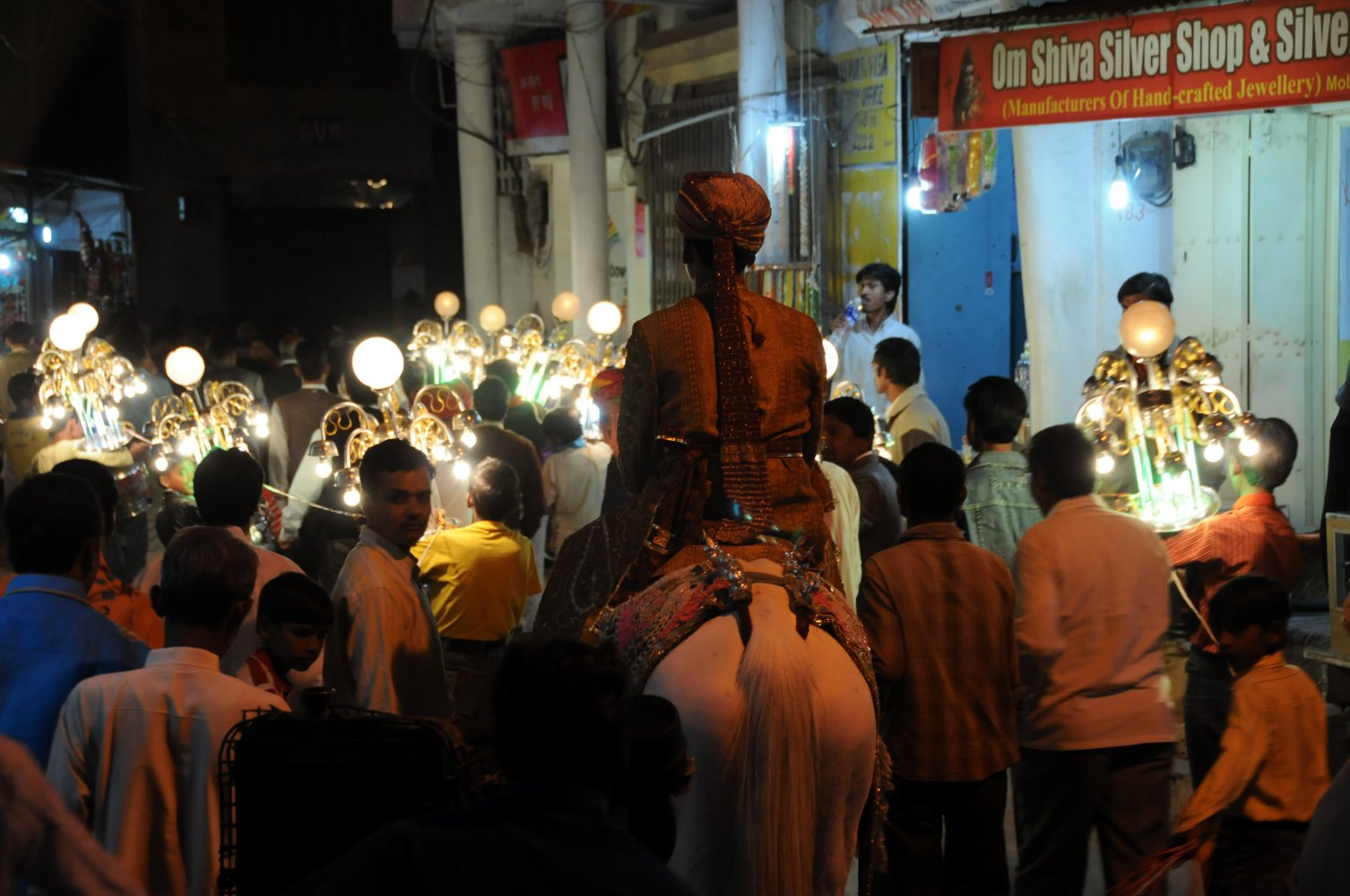
Североиндийская индуистская свадебная процессия, Бараат, с женихом на коне, с духовым оркестром во главе колонны, Пушкар в штате Раджастан.

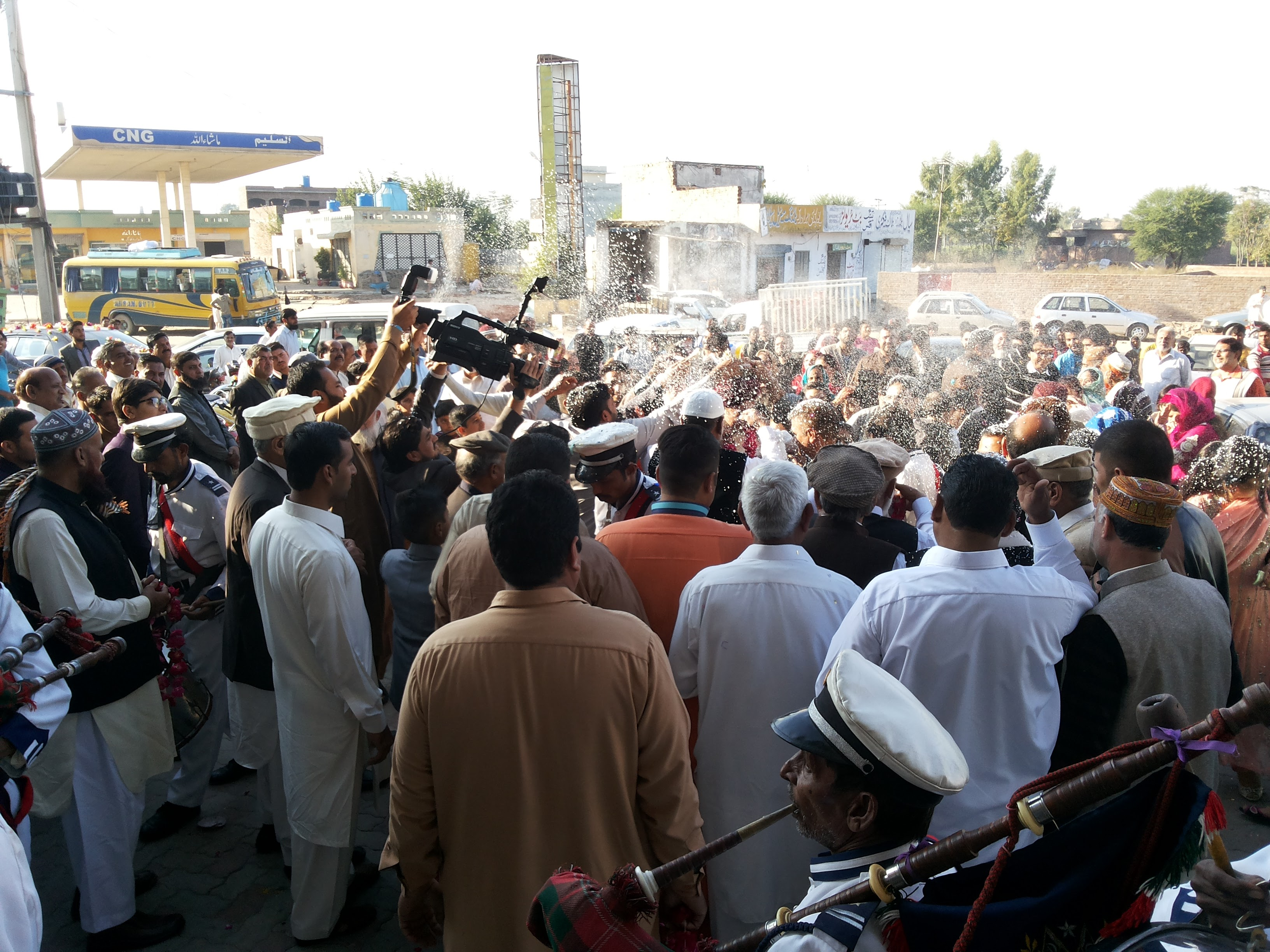
Пакистанский прием по случаю бараата — жених и его близкие родственники украшаются гирляндами на этой фотографии.

Бараат (хинди बरात; урду برات‎‎) — традиционное индуистское свадебное шествие с участием жениха и его близких в Северной Индии, Западной Индии и Пакистане. В североиндийских населенных пунктах обычно жених проделывает путь к месту проведения торжества (часто это дом невесты) на кобыле в сопровождении членов его семьи.
Бараат может стать большой процессией, с участием приглашенного оркестра, танцоров и отдельным бюджетом. Жених и его лошадь роскошно наряжены и, как правило, не принимают участие в танцах и пении, которые исполняют бараати — сопровождающие. Жених обычно несет меч. Название «бараати» также используется в более широком смысле для обозначения любого приглашенного со стороны жениха. Традиционно бараати принимаются в качестве гостей семьи невесты.
Процессия, в голове которой зажигают фейерверки, в сопровождении барабанных ритмов игры на дхоле достигает места встречи, где встречаются старейшины обеих семей. В североиндийской индуистской свадьбе жениха встречают гирляндами и арати. На традиционной североиндийской свадьбе бараати приглашаются на место проведения свадьбы звуками игры на шахнаях, которые считаются благоприятными для свадьбы в равной мере индуистами, мусульманами и сикхами.

## Пенджабский бараат
У пенджабцев в процессии бараат участвуют и мужчины, и женщины. Близкие родственники мужского пола как жениха, так и невесты всегда в тюрбанах, что свидетельствует об их почетной роли. Когда процессия прибывает на место проведения свадьбы, проводится церемония, известная как мильни (буквально «встреча» или «слияние»), на которой соответствующие друг другу родственники со стороны жениха и невесты приветствуют друг друга. Обычно это начинается с обоих отцов, затем подключаются две матери, потом братья и сестры, дяди, тети и двоюродные и т. д. братья и сестры; даже дальние родственники включены в мильни, символизирующую объединение двух родов.

## Раджпутский бараат
У раджпутов бараат состоял исключительно из мужчин, но в настоящее время женщины также участвуют. Жених обычно одет в длинный золотого цвета сюртук шервани (ачкан), оранжевую чалму и облегающие шальвары чуридар или галифе с плоскими туфлями джути. Участники шествия также должны надеть ачканы (шервани) с галифе и сафы (красочные тюрбаны). Шествие в дом невесты выглядит весьма величественно, так как его участники не устраивают абсолютно никаких танцев на улицах. Все участники, включая жениха, который едет на слоне или кобыле, вооружены мечами. Лошадь имеет важное значение для раджпутов.
Затем проходит простая церемония мильни, и обе семьи обмениваются благопожеланиями при встрече друг с другом. За этим следуют легкие закуски и чай перед религиозной церемонией.
По одному вызываемые члены семьи обмениваются венками и объятиями.
Жених раздает карах прашад (церемониальный пудинг) своей семье.